# Санктум Санкторум
Санктум Санкторум (англ. Sanctum Sanctorum, лат. Sancta Sanctorum — «святая святых») — здание, появившееся в комиксах издательства Marvel Comics и является резиденцией Доктора Стрэнджа. Здание впервые появилось в Strange Tales #110 (июль 1963) и расположено по адресу: улица 177-Лейкер-стрит в окрестностях Нью-Йорка в Гринвиче, ссылка на адрес квартиры, когда-то разделяемой писателями Роем Томасом и Гари Фридрихом.

## История публикации
Здание впервые появилось с Доктором Стрэнджем в его дебюте в Strange Tales #110 (июль 1963). Детали здания варьировались художником, причем одной рецензенцией, например, отмечал Marvel Premiere #3 (июль 1972), что «с тех пор, как пьянящих дней Дитко, например, Санкторум Санкторум Доктора появлялось в таких необычных деталях, груженое, казалось с сильным запахом горящих благовоний».

## Локация
Санктум Санкторум является трехэтажным таунхаусом, который расположен по адресу: улица Бликер, 177A, «в центре Гринвич-Виллидж Нью-Йорка», ссылаясь на адрес квартиры, разделенной в 1960-х годах Роем Томасом и Гари Фридрихом. В комиксах здание, как говорили, было построено на месте языческих жертвоприношений, и до этого ритуалов коренных американцев и является фокусом для сверхъестественных энергий.

## Архитектура
На протяжении многих лет изображение здания менялось, но некоторые элементы оставались неизменными. Примечательно, что там внутри больше места, чем кажется снаружи. Некоторые коридоры образуют лабиринты и расположение комнат меняется само по себе. В доме много могущественных магических артефактов, некоторые из которых имеют невинную внешность. Некоторые из них опасны, например, радио, которое является фатальным на ощупь. В подвале есть хранилище, печь и прачечная. На первом этаже находятся гостиные, столовые и общая библиотека. На втором этаже расположены жилые помещения для Стрэнджа, Вонга и любых гостей, которых они могут иметь. Третий этаж здания - это Санктум Санкторум, так как там, где Стрэндж имеет свою комнату для размышлений и оккультную библиотеку, где он хранит Книгу Вишанти и его хранилище древних артефактов и объектов магической силы, таких как Глаз Агамотто. У Санктума постоянно есть круговое окно с четырьмя спускими линиями; этот дизайн остался со зданием, несмотря на разрушение окна во многих случаях. Дизайн окна на самом деле является печатью Вишанти; он защищает Санкторум от большинства сверхъестественных захватчиков. Он также называется «Окно миров» или «Аномалия». Некоторые члены Новых Мстителей признают это. Хемистро, член супер-злодейсой армии Капюшона хоть и не обладал такой силой, чтобы напрямую нарушить работу Вишанти, смог изменить химический состав древесины, которая удерживала печать, чтобы сломать её. В одной истории Барон Мордо смог перенести дом в другое измерение.

## Резиденция
Его главными жителями, помимо Стрэнджа, были его любовница и ученица Клеа, его слуга Вонг и ученик-колдун Ринтра.
Санктум Санкторум стал штаб-квартирой Новых Мстителей на какое-то время, волшебным образом замаскированным как заброшенное здание, обозначенное как строительная площадка для будущего кафе Starbucks. Скрытая маскировка простирается до внутренней части здания как это необходимо, не поддаётся обнаружению даже Экстремис броне Железного человека.
Здание ранее служило также штаб-квартирой Защитников.

## Оборонительное сооружение
После строительства дома Доктор Стрэндж наложил постоянное и замысловатое заклинание мистической силы чтобы защитить его. Несмотря на это он казалось бы, был разрушен в осаде мистическими силами во время сюжета Midnight Sons в то время как в нем скрывались различные герои, такие как Ночные Сталкеры, Призрачный гонщик и Джонни Блейз.
Во время мировой войны Халка Санкторум было частично захвачен силами инопланетян Вестниками войны, его оборонительные чары и иллюзии разрушенные Хироймом.
После использования неприемлемой тёмной магии в борьбе с Халком Святилище атаковано армией Капюшона как упоминалось ранее. Борьба разрушает Санкторум, хотя злодеи побеждены. Доктор Стрэндж вынужден отступить, когда битва позволяет санкционированным правительством Могучим Мстителям захватить Санкторум. Доктор Вуду призван нейтрализовать остатки оборонительной магии.
По крайней мере в одном случае Доктор Стрэндж уничтожил оборону Санктума, чтобы избежать его эксплуатации врагами.

## Другие версии

### Marvel Zombies
В «Marvel Zombies» несколько героев пытаются найти помощь и информацию в Санктуме. Вонг убит там зомбированным Доктором Друидом, которого затем убил Эш Уильямс. Некоторые из полуживущих книг в доме оказывают жизненно важную помощь в усилиях по сопротивлению зомби.

### Ultimate Marvel
В «Ultimate Marvel» такси, поднятое большой силой достаточно, чтобы пробить оборону дома. Сигила окна верхнего этажа разрушена вместе с «тюрьмой» для большого количества монстров. Они освобождаются, а затем освобождается Дормамму. Санкторум разрушено в процессе. Стрэндж не переживает результирующую битву с Дормамму

## Вне комиксов

### Телевидение
Санктум Санкторум впервые появляется в эпизоде «Введите Дормамму» мультсериала «Супергеройский отряд». Он также показан в других эпизодах.

### Фильмы
- Санктум Санкторум появляется в анимационном фильме «Доктор Стрэндж: Верховный маг»[11].
- Санктум Санкторум появляется в Кинематографической Вселенной Marvel.
  - Его первое появление произошло в фильме «Доктор Стрэндж»[12]. Помимо Нью-Йоркского святилища есть еще два: один в Лондоне (который разрушен в ходе фильма) и один в Гонконге. Вместе они образуют защитный щит для защиты Земли от межпространственных угроз.
  - Санктум Санкторум появляется в фильме Тор: Рагнарёк[13]. Во время посещения Земли Тор и Локи направляются в Санкторум с помощью Доктора Стрэнджа, который показывает им местонахождение их отца - Одина.
  - Санктум Санкторум появляется в фильме «Мстители: Война бесконечности»[14]. После того, как Халк проиграет битву с Таносом, Хеймдалль отправляет его обратно на Землю, где он врезается в Санкторум и снова превращается в Брюса Бэннера. Затем Доктор Стрэндж вызывает Тони Старка в Санкторум, чтобы сообщить ему о намерениях Таноса. После исчезновения Стрэнджа и его захвата  в руки Эбони Мо, Вонг становится действующим мастером Санкторума.
  - Санктум Санкторум появляется в фильме «Человек-паук: Нет пути домой» (2021).
  - Санктум Санкторум появляется в фильме «Доктор Стрэндж: В мультивселенной безумия» (2022).

### Видеоигры
- Санктум Санкторум служит одной из штаб-квартир для героев игры Marvel: Ultimate Alliance. Туда они перемещаются из Башни Старка после изучения участия Локи в генеральном плане Доктора Дума (потому что он, замаскированный под Мандарина в Атлантиде, сумел уклониться от команды героев, чтобы добраться до Дума). Оттуда игрок может получить доступ к Миру Убийств (который сначала появляется как замаскированный замок Дума, любезно предоставленный заклинанием диверсии Барона Мордо) и Королевства Мефисто. Если у игрока есть Доктор Стрэндж в своей команде, они могут войти в его комнату.
- Санктум Санкторум представлен в The Incredible Hulk как ориентир.
- Санктум Санкторум появляется в видеоигре Ultimate Spider-Man в качестве ориентира.
- Санктум Санкторум появляется в видеоигре Spider-Man 2 в качестве ориентира.